# Бурак Озчивит
Бурак Озчивит (тур. Burak Özçivit; Измир, 24. децембар 1984) је турски глумац и модел. Познат је по улогама у серији "Дневник љубави" (тур. Çalıkuşu) (2013) и "Црна љубав " (тур. Kara Sevda) (2015). Тренутно глуми Османа I (тур. Osman Bey) у историјској и авантуристичкој серији "Оснивање Осман" (тур. Kuruluş: Osman) (2019). Кроз своју глумачку каријеру Бурак је примио доста признања.

## Младост
Бурак Озчивит је рођен 24. децембра 1984. године у Истанбулу, у Турској. Завршио је Казим Исмен (тур. Kazım İşmen) средњу школу. Дипломирао је на Мармара (тур. Marmara) универзитету, Факултету ликовних уметности, одсек фотографија.

## Каријера
Бурак је 2003. године изабран за Топ модела Турске и почиње да ради са модним агенцијама. Изабран је за другог најбољег модела у свету 2005. године. Његова глумачка каријера почиње телевизијском серијом "Старих 18" (тур. Eksi 18). Касније глуми у серији "Присилни муж" (тур. Zoraki Koca) , "Издаја" (тур. İhanet) и "Очев дом" (тур. Baba Ocağı). Појављује се у филму "Прогоњени" (тур. Musallat) ,телевизијској серији "Мале тајне" (тур. Küçük Sırlar), турској верзији "Трачаре" (тур. Gossip Girl).
Глумио је у "Сулејману Величанственом" (тур. Muhteşem Yüzyıl) као Малкочоглу Бали Бег (тур. Malkoçoğlu Balı Bey) . Затим у серији "Дневник љубави" (Çalıkuşu) као Камран са Фахрије Евџен. Са њом глумио је у филму "Љубав је попут тебе" (тур. Aşk Sana Benzer). Глуми у филму "Мој брат" (тур. Kardeşim Benim) са Мурат Боз. У турској ТВ драми "Црна љубав" (тур.Kara Sevda) појављује се као Кемал Сојдер. Бурак је такође продуцент БРК'С продукције.

## Приватан живот
Бурак Озчивит живи у Истанбулу.
Верио се са Фахрије Евџен 9. марта 2017. године у Немачкој , а венчали су се у Истанбулу 29. јуна 2017. године. 
Имају сина Карана, који је рођен 13. априла 2019. године. 

## Филмографија
| ФИЛМОВИ         | ФИЛМОВИ                                         | ФИЛМОВИ             | ФИЛМОВИ |
| Година          | Наслов                                          | Улога               |         |
| --------------- | ----------------------------------------------- | ------------------- | ------- |
| 2007            | "Прогоњени" (тур. Musallat)                     | Суат                |         |
| 2013            | "Грациозност" (тур. Zarafa)                     | Хасан               |         |
| 2015            | "Љубав је попут тебе" (тур. Aşk Sana Benze)     | Рибар Али           |         |
| 2016            | "Мој брат" (тур. Kardeşim Benim)                | Хакан               |         |
| 2017            | "Мој брат 2" (тур. Kardeşim Benim 2)            | Хакан               |         |
| 2018            | "Жртвовати живот" ( тур. Can Feda)              | Капетан Алпарслан   |         |
| ДРАМЕ ТВ СЕРИЈЕ |                                                 |                     |         |
| Година          | Наслов                                          | Улога               |         |
| 2006            | "Страрих 18" (тур. Eksi 18)                     | Мурат               |         |
| 2007            | "Присилни муж" (тур. Zoraki Koca)               | Омер Озболат        |         |
| 2008–2009       | "Очев дом" (тур. Baba Ocağı)                    | Гувен               |         |
| 2010            | "Издаја" (тур. İhanet)                          | Емир                |         |
| 2010–2011       | "Мале тајне" "Мале тајне" (тур. Küçük Sırlar)   | Четин Атешоглу      |         |
| 2011–2013       | "Сулејман Величанствени" (тур. Muhteşem Yüzyıl) | Малкочоглу Бали бег |         |
| 2013–2014       | "Дневник љубави" (тур. Çalıkuşu)                | Камран              |         |
| 2015–2017       | "Бескрајна љубав" (тур. Kara Sevda)             | Кемал Сојдер        |         |
| 2019–           | "Оснивање Осман" (тур. Kuruluş: Osman)          | Осман I             |         |

## Награде и признања
Бурак Озчивит је 2005. године проглашен за најбољег модела Турске, а заузео друго место на такмичењу "Најбољи модел света". Био је победник у многим номинацијама. 2012. године добија награду GQ за мушкарца године у категорији глумац године. 2013. награду Галатасарај Универзитет за 2012. годину као најбољи ТВ глумац. Оба признања је добио за серију Сулејман Величанствени (ТВ серија). 2014. године добија награду за YTÜ звезду године као омиљени ТВ глумац и најбољу награду интернет медија Magazinci.com, затим награду Ел Стил за глумца године као и награду Haliç универзитета за најбољег глумца. Све ове награде добија за ТВ серију Дневник љубави. 2015. добија две награде за драмску серију Бескрајна љубав, ТВ награде Bilkent за најбољег глумца и награду ТВ звезде из Aykalı новина. 2016. године добија највише награда. İTÜ EMÖS награду успеха за најуспешнијег филмског глумца за филм Aşk sana benzer и најбољу награду интернет медија Magazinci.com за ТВ перформанс године за серију Бескрајна љубав. Номинован је још четири пута 2016. године, али није однео победу. Турску награду за младе за најбољег глумца у биоскопу за филм Aşk sana benzer, Еге универзитета награду за медије у категорији најбољи ТВ глумац за серију Бескрајна љубав, GSUEN награду за најбољег ТВ/филмског глумца за филм Aşk sana benzer и награду Златни лептир Pantene за најбољег глумца и најбољи ТВ пар (Нихан и Кемал) за серију Бескрајна љубав. За ту серију номинован је и победио 2017. године за награду The ONE Objective за најуспешнију личност године и за GQ мушкарца године награду, проглашен је за најпопуларнијег мушкарца године. 2019. године добио је награду Техничког универзитета Yıldız ,за најдражег глумца за филм Can Feda.